# Bagaudas
El término bagauda (bagaudae en latín; en bretón bagad; en galo significaba «tropa») se utiliza para designar a los integrantes de numerosas bandas que participaron en una larga serie de rebeliones, conocidas como las revueltas bagaudas, que se dieron en Galia e Hispania durante el Bajo Imperio, y que continuaron desarrollándose hasta el siglo X. Sus integrantes eran principalmente soldados desertores de las legiones o colonos evadidos de sus obligaciones fiscales, esclavos huidos, forajidos o indigentes que se enfrentaron a la opresión laboral tanto del sistema militar como del «prefeudal» de grandes propietarios que surgió en el Bajo Imperio. El vocablo puede tener un doble origen, bien una raíz latina que significa «revolucionarios», bien una de origen céltico que significa «guerrero». 
Según Eduardo Manzano Moreno, los bagaudas eran «bandidos cuyas filas se nutrían de descontentos con el opresivo orden social romano, y cuyos asaltos parecen haber alcanzado una violencia proporcional a su grado de desesperación... Consta también que a veces hacían causa común con bandas de guerreros suevos en sus campañas de pillaje».

## Historia
La primera noticia de estas revueltas se tiene en la Galia, desde el siglo III, concretamente desde el año 284. El momento de auge de los bagaudas coincide con el de mayor incidencia de las invasiones germánicas del siglo V, en el que estas revueltas se trasladan también a la Tarraconense, en el marco de la crisis social y económica del Bajo Imperio Romano. Estos enfrentamientos se produjeron precisamente en un momento en el que el mundo romano se enfrentaba a una presión que no conocía parangón en los límites occidentales, desempeñando posiblemente un papel importante en la desintegración del Imperio.
Luis Agustín García Moreno ha relacionado los bagaudas con la crisis que vive el Bajo Imperio Romano y que se acentúa con las invasiones bárbaras. «Ante la disminución y la ruptura de la autoridad del Estado, y en la confusión coyuntural provocada por las invasiones y posteriores acciones de saqueo o represión, no es de extrañar que un gran número de campesinos intentase escapar a la pesada fiscalidad imperial y a una mayor dependencia con respecto a los grandes propietarios, abandonando los cultivos y dedicándose al pillaje y al saqueo, como una forma prepolítica y no concienciada de lucha contra un orden socioeconómico que les era vejatorio. Tal parece ser en lo esencial el origen del movimiento conocido como bagauda, que se va a dar a lo largo del siglo V tanto en la Galia como en ciertas zonas de la península Ibérica».
La primera noticia que se tiene de un movimiento bagauda en Hispania es del año 441, coincidiendo con la segunda gran rebelión bagauda de la Galia, que estuvo encabezada por un tal Tibatón y que se extendió por el territorio comprendido por los ríos Loira y Sena. Tuvo lugar en Aracilus (Corella) y Tarazona y se ha especulado si tuvo alguna relación con las poblaciones vasconas entonces en proceso de expansión y que también se oponían al orden socioeconómico romano. El gobierno imperial envió al magister utriusque militiae Asturio, sustituido en 443 por Merobaudes, que consiguieron acabar con la rebelión.
Una nueva rebelión bagauda tuvo lugar en el valle del Ebro pocos años después y esta vez contó con el apoyo del rey suevo Rechiario. Se considera que esta segunda bagauda fue más importante que la primera puesto que, al mando de un tal Basilio, no se dedicó solo a saquear los campos sino que también asaltaron ciudades. Así en 449 ocuparon Tarazona donde dieron muerte a la guarnición visigoda federada y al obispo de la ciudad, León, y en conjunción con los suevos también saquearon Zaragoza y Lérida. En 453 una embajada romana encabezada por el comes Hispaniarum Mansueto logró que los suevos abandonaran la Tarraconense, lo que facilitó que al año siguiente, rota la alianza entre suevos y bagaudas, los visigodos al mando de Federico, hermano del rey Teodorico II, acabaran de forma definitiva con la revuelta bagauda.
Salviano de Marsella nos ilustra muy bien el fenómeno de los bagaudas: 

Prefirieron vivir libremente con el nombre de esclavos, que ser esclavos manteniendo sólo el nombre de libres.

Aunque en su época se tendió a atribuir a este movimiento una mera finalidad de bandidaje, algunos autores reconocieron su carácter de revolución social. Así Rutilio Namaciano, en la celebración de la derrota de los bagaudas ante Exuperancio en el año 417, escribe que el vencedor «restituyó las leyes, restauró la libertad y no permitió que los propietarios fueran esclavos de sus propios esclavos».